# Stenopelmatoidea
Stenopelmatoidea é uma superfamília de insetos na ordem Orthoptera; em algumas classificações antigas, esse grupo era conhecido como Gryllacridoidea.

## Classificação[1]
- Anostostomatidae
- Cooloolidae
- Gryllacrididae
- Stenopelmatidae